# Acid-tesztek
Az Acid-tesztek a Web Standards Project által kiadott webböngésző-kompatibilitási tesztek elnevezése. A teszt során megjelenített oldal csak akkor jelenik meg tökéletesen a böngészőprogramokban, ha azoknak készítői a különböző programnyelvi specifikációkat helyesen implementálták a szoftverbe.

## Acid1
Az első teszt, mely eredeti elnevezése Box Acid Test volt, 1998 októberében jelent meg, készítője Todd Fahrner volt. Az akkor aktuális specifikációkat használta, különös tekintettel a CSS1-re. 1999-ben a CSS1 hivatalos tesztcsomagjának része lett. Ma már valamennyi közismert böngésző sikeresen teljesíti a tesztet.

## Acid2

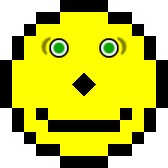
Az eredeti tesztben az arc orra kékké változik, ha a kurzor fölé kerül.

A második teszt 2005. április 13-án jelent meg, és a HTML-megjelenítés, CSS 2.1,  a PNG képfájlok megjelenítési képességét, valamint URI-kezelést vizsgálta. A teszten hibátlanul át kell mennie azoknak a böngészőknek, mely az általános internetes szabványokat helyesen kezelik.
A tesztet az Opera egyik fejlesztője és a CSS-fejlesztések fontos alakja, Håkon Wium Lie tervezte. Az első változatot már 2005 februárjában létrehozta Ian Hickson. A hivatalos megjelenés után tíz nappal még javításra szorult, mivel az orr túl közel jelent meg a szájhoz. 2006 januárjától már nem SGML-hibaüzenetek, hanem a szájrész alatt megjelenő „error” (hiba) üzenet jelenik meg a nem szabvány szerint működő böngészőkben.

### Kompatibilitás

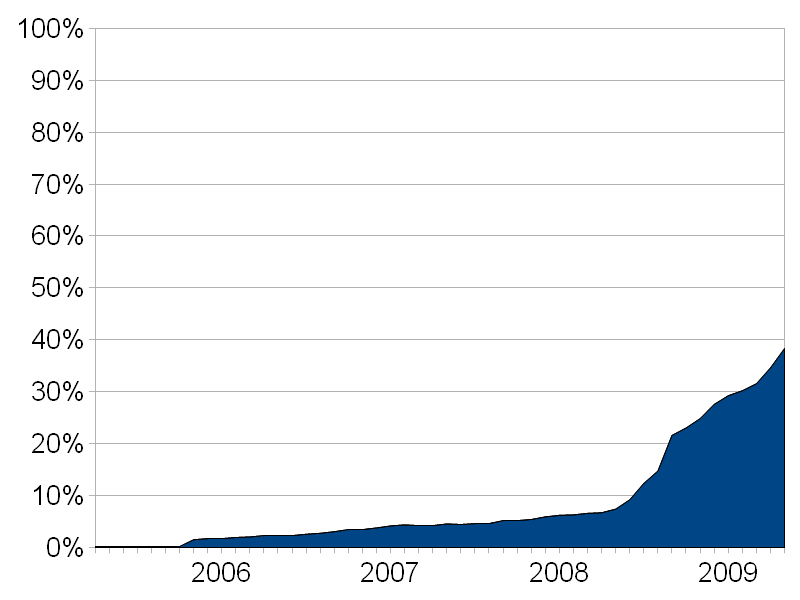
Az Acid2-kompatibilis böngészők elterjedése

2005. október 31-én a Safari volt az első böngésző, mely hibátlanul jelenítette meg a div tagekből rajzolt egyszerű képet. A Microsoft szerint a teszt csupán egy kívánságlista, ezért nem vették figyelembe az Internet Explorer 7 készítésénél. 2007 decemberében végül bejelentették, hogy az Internet Explorer 8 problémamentesen át fog menni a teszten, de a megjelenés után kiderült, hogy ez nem igaz.

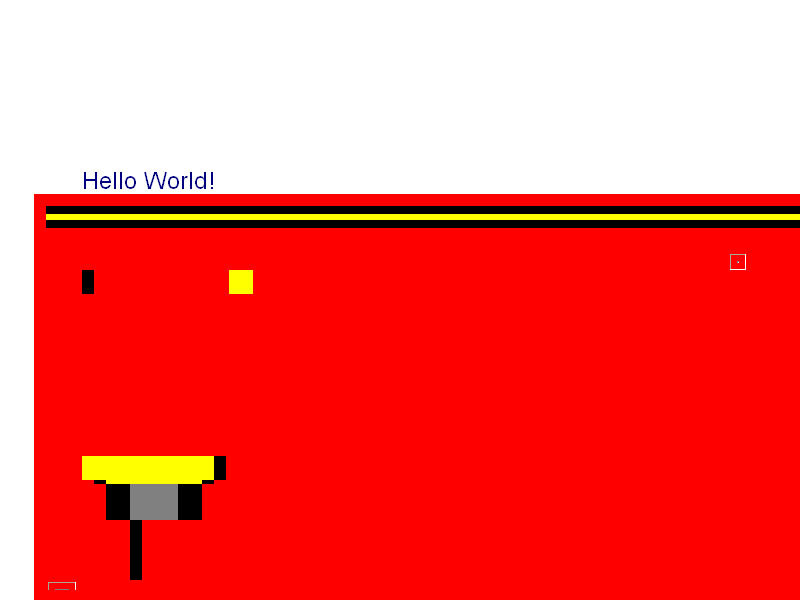
Internet Explorer 6
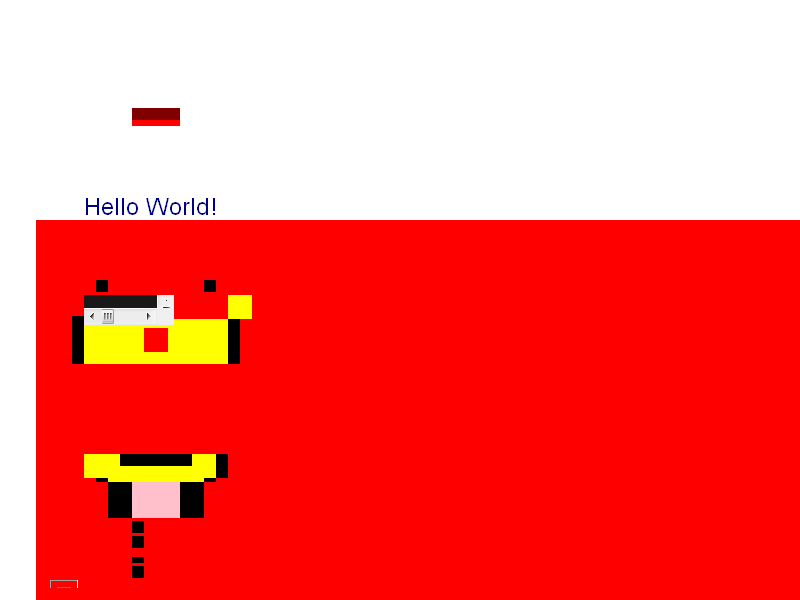
Internet Explorer 7
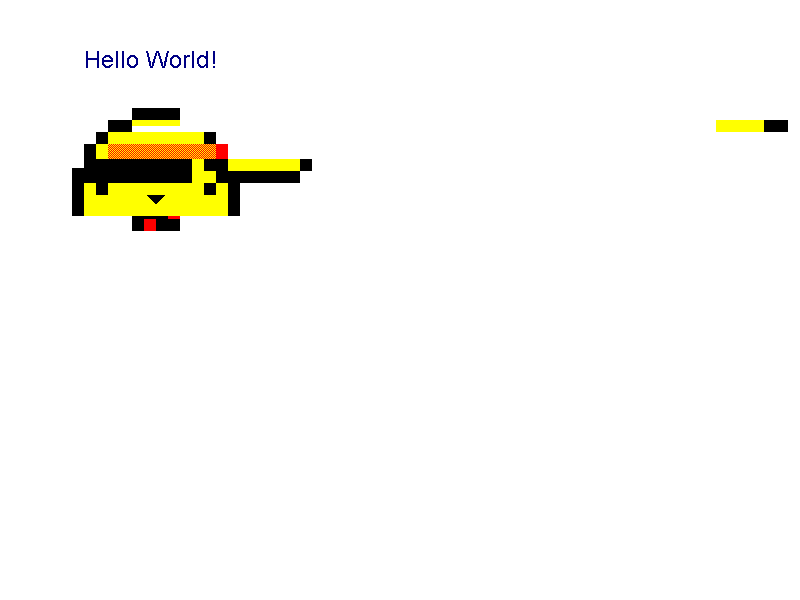
Firefox 1.0, Mozilla 1.7.13, Camino 1.6, Netscape 7.2
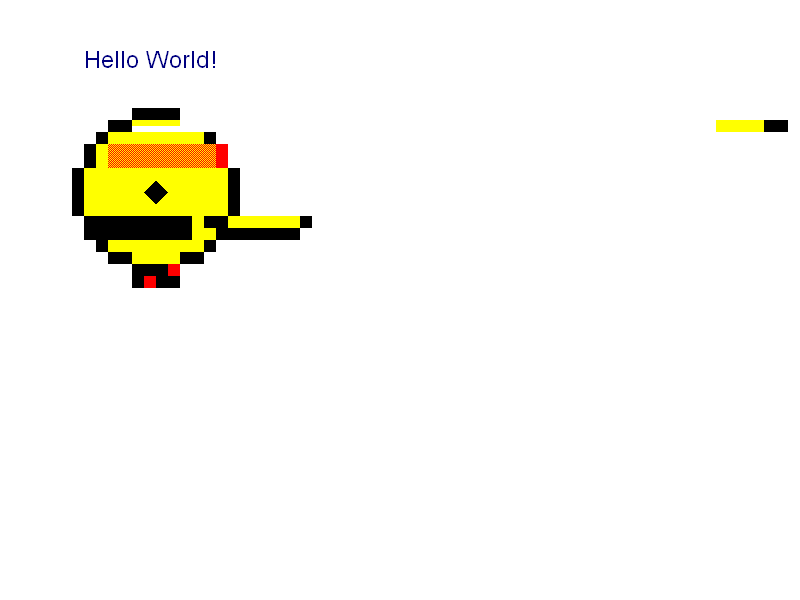
Firefox 1.5 és 2.0, SeaMonkey 1.1
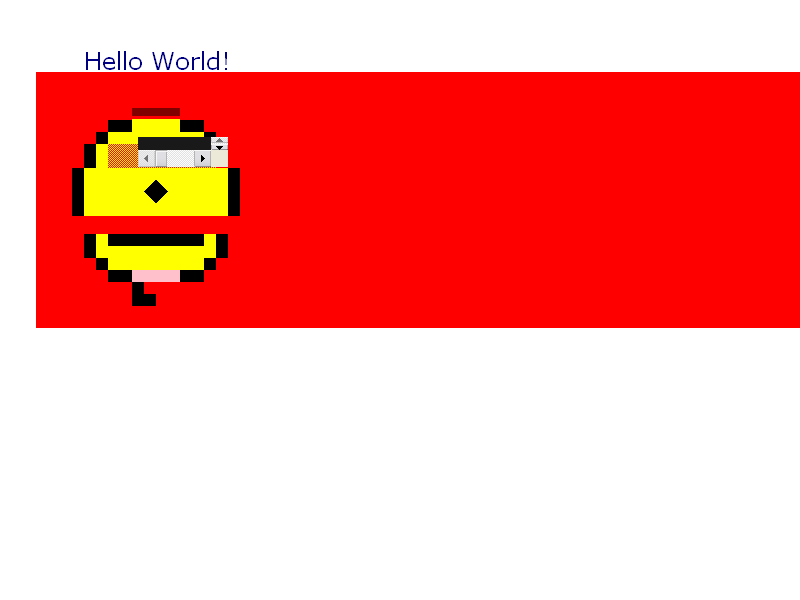
Opera 8.0
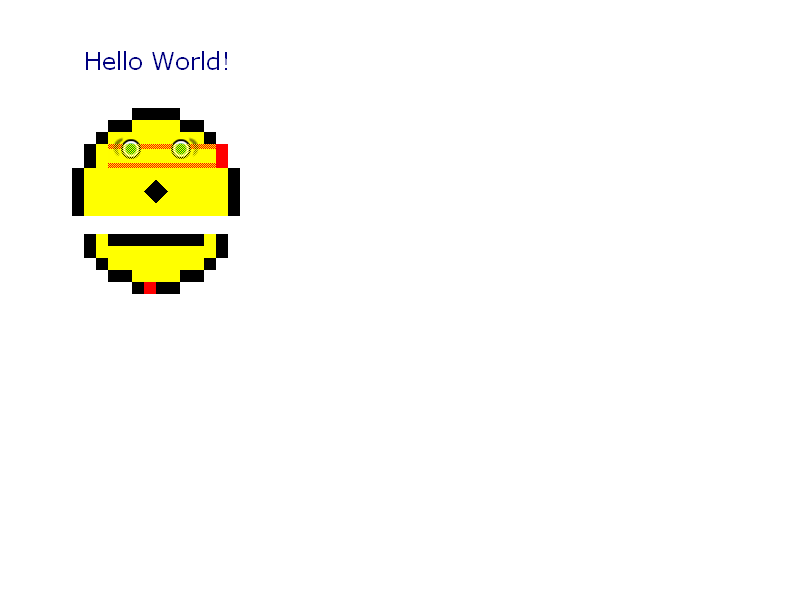
Opera 8.54
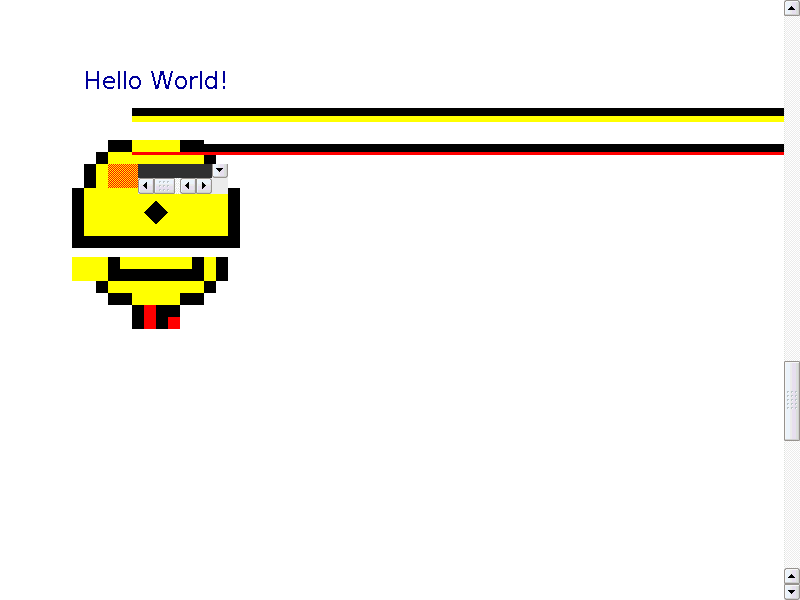
Konqueror 3.4
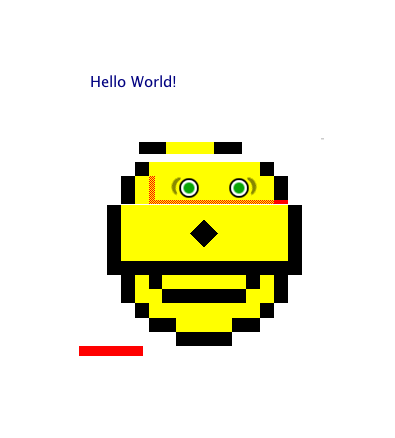
Opera Mini 4

## Acid3
A 2008. március 3-án megjelent Acid3 a Document Object Model, a JavaScript, az ECMAScript szabványai, valamint a Web 2.0 újdonságai alapján vizsgálja a böngészőket. Az előző teszthez hasonlóan ezt is Ian Hickson készítette. A teszt összesen száz kisebb tesztfolyamatból áll, melyek nyomán végül egy pontszámot kap az adott szoftver.
A 100 szubtesztet hat csoportba osztották, melyeket az oldalon egy-egy színes téglalap jelképez. Mindegyik csoport különböző technikai ellenőrzést jelképez (például DOM2, CSS3 stb.). Amelyik tesztrészen a böngésző nem teljesít jól, az a téglalap szürke marad. A szürke színárnyalata is utal arra, hogy az adott csoportban hány teszt nem sikerült.

### Kompatibilitás
A hivatalos megjelenés után nem sokkal, 2008. március 26-án az Opera webböngésző már 100/100-as eredményt ért el, valamint felhívták a teszt készítőjének figyelmét néhány hibára az oldallal kapcsolatban, melyeket később javítottak.
A Microsoft szerint az Acid3 által szabott követelmények teljesítése nem szerepel a terveik szerint, így az Internet Explorer 8 meglepően alacsony, 20 pontos teljesítményt ér el. A Firefox 3.0 71, míg 3.5 már 93 pontos eredményt ért el. A megfelelő kiegészítőkkel a Firefox 97 pontos teljesítményre képes.
Maximális pontszámot ér el az asztali böngészők közül a Safari 4.0, az Opera 10.50Beta és a Google Chrome (utóbbi azonban az oldal megjelenítésében hibázik).[forrás?]
| Szoftver          | Eredmény                                                                               |
| ----------------- | -------------------------------------------------------------------------------------- |
| Google Chrome     | 100/100 Google Chrome 3.0.195.21                                                       |
| Mozilla Firefox   | 93/100 Mozilla Firefox 3.5.3                                                           |
| Konqueror         | 89/100 Konqueror 4.3.0                                                                 |
| Internet Explorer | 14/100 Internet Explorer 7.0 20/100 Internet Explorer 8.0 95/100 Internet Explorer 9.0 |

## Külső hivatkozások
- Az Acid-tesztek oldala
- A Web Standars Project weblapja